# Michael I (motpåve)
David Allen Bawden, med det antagna påvenamnet Michael I, född 22 september 1959 i Oklahoma City, Oklahoma, död 2 augusti 2022 i Kansas City, Missouri, var en amerikansk sedevakantist som sedan 1990 påtog sig rollen som motpåve, stödd av en mycket liten skara följare.

## Historia
Den 16 juli 1990 valdes han i Kansas, USA till påve av sex sedevakantister (konklavister), bestående av bl.a honom själv samt hans föräldrar, för att fylla tomrummet som de upplevde efter Pius XII:s död 1958. Bawden blev dock en kyrklig präst och höll en mässa som "påve" först 2011. Romersk-katolska kyrkan ser honom som en motpåve, utom de som accepterar honom som påve.[källa behövs]

## Argument
Bawdens är av åsikten att valen av påvarna Johannes XXIII, Paulus VI, Johannes Paulus I, Johannes Paulus II och Benedictus XVI var ogiltiga, då samtliga av påvarna är/var modernister. Pius X fördömde modernism i Lamentabili Sante som kompletterade Syllabus Errorum.